# Uwe Jensen (Mathematiker, 1950)
Uwe Jensen (* 10. Oktober 1950 in Bremen) ist ein deutscher Mathematiker und Hochschullehrer. 

## Leben
Er erwarb 1976 das Diplom in Braunschweig und 1979 den Dr. rer. nat. (Bewertete Erneuerungs- und Wartungsprozesse) bei Karl Bosch an der Universität Hohenheim. Er war Professor für Mathematik in Hohenheim (1993–1995) und seit 1995 in Ulm.
Seine Forschungsschwerpunkte sind angewandte Wahrscheinlichkeitstheorie und Statistik, Zuverlässigkeitstheorie, Softwarezuverlässigkeit, Survival Analysis, Event History Analysis, Punktprozesse, (Semi-)Martingale und optimales Stoppen.
Jensen ist seit 1991 Mitherausgeber der Fachzeitschrift Economic Quality Control.

## h-Index
Jensen hat (Stand Ende 2023) einen h-Index von 22 und einen i10-Index von 41.

## Schriften (Auswahl)

### Monografien
- Bewertete Erneuerungs- und Wartungsprozesse. Dissertation. Universität Hohenheim, 1979, DNB 801192781.
- mit Julius Dufner, Erich Schumacher: Statistik mit SAS (= Teubner Studienbücher Mathematik). Vieweg+Teubner, Wiesbaden 1992, ISBN 978-3-322-94766-6.
- mit Karl Bosch: Großes Lehrbuch der Mathematik für Ökonomen. Oldenbourg, München/Wien 1994, ISBN 978-3-486-22499-3.
- mit Terje Aven: Stochastic Models in Reliability (= Stochastic Modelling and Applied Probability. Band 41). 2. Auflage. Springer, New York 2013, ISBN 978-1-4614-7893-5.
- mit Bernd Bertsche u. a.: Zuverlässigkeit mechatronischer Systeme. Grundlagen und Bewertung in frühen Entwicklungsphasen (= VDI-Buch). Springer, Berlin/Heidelberg 2009, ISBN 978-3-540-85089-2.

### Herausgaben
- Special Issue on Stochastic Models in Reliability. In: Mathematical methods of operations research. Band 45, Nr. 3, 1997, ISSN 1432-2994, S. 309–485, doi:10.1007/BF01194781.
- mit Waltraud Kahle u. a.: Advances in Stochastic Models for Reliablity, Quality and Safety (= Statistics for Industry and Technology). Birkhäuser, Boston 1998, ISBN 978-0-8176-4049-1.

### Artikel
- mit Axel Gandy: On goodness-of-fit tests for Aalen’s additive risk model. In: Scandinavian journal of statistics. Band 32, 2005, ISSN 1467-9469, S. 425–445, doi:10.1111/j.1467-9469.2005.00457.x.
- mit Axel Gandy: Checking a semiparametric additive risk model. In: Lifetime data analysis. Band 11, 2005, ISSN 1572-9249, S. 451–472, doi:10.1007/s10985-005-5234-y.
- mit Constanze Lütkebohmert: A Cox-type regression model with change-points in the covariates. In: Lifetime data analysis. Band 14, 2008, ISSN 1572-9249, S. 267–285, doi:10.1007/s10985-008-9083-3.
- mit Axel Gandy: Model checks for Cox-type regression models based on optimally weighted martingale residuals. In: Lifetime data analysis. Band 15, 2009, ISSN 1572-9249, S. 534–557, doi:10.1007/s10985-009-9121-9.
- mit Maik Döring: Change point estimation in regression models with fixed design. Applications to medicine, finance, and quality control. In: Vladimir V. Rykov (Hrsg.): Mathematical and statistical models and methods in reliability (= Statistics for industry and technology). Birkhäuser, Boston 2010, ISBN 978-0-8176-4970-8, S. 207–221.
- mit Maik Döring: Smooth change point estimation in regression models with random design. In: Annals of the Institute of Statistical Mathematics. Band 67, 2014, ISSN 1572-9052, S. 595–619, doi:10.1007/s10463-014-0467-8.